# Masdevallia goliath
Masdevallia goliath är en orkidéart som beskrevs av Carlyle August Luer och Angel Andreetta. Masdevallia goliath ingår i släktet Masdevallia och familjen orkidéer. Inga underarter finns listade i Catalogue of Life.